# ساندرا (إنسان الغاب)
ساندرا (وُلدت في 14 فبراير 1986، في حديقة حيوان روستوك [الإنجليزية] في ألمانيا الشرقية) هي إنسان غابٍ، تعيش حاليًا في مركز القردة العليا في فلوريدا وذلك بعد نقلها من حديقة حيوان بوينس آيرس في عام 2019. ساندرا هي إنسان غابٍ هجين مولودةٌ في حديقة الحيوان من نوعين منفصلين (إنسان غاب بورنيو وسومطرة). نُقلت ساندرا من ألمانيا (كانت تسمى آنذاك ماريسا) إلى حديقة حيواناتٍ ثانية، ثم نُقلت إلى الأرجنتين في 17 سبتمبر 1994. أصبح اسمها ساندرا في حديقة حيوان بوينس آيرس.
يُوجد لساندرا طفلةٌ تسمى شمبيرا أو غمبيرا، ولدت في 2 مارس 1999، ونُقلت إلى ساندونغ في الصين عام 2008. خلال قضية محكمة أمبارو في بوينس آيرس في عام 2015، كُشف أنَّ محاولة حديقة حيوان بوينس آيرس لتزاوج ساندرا مع إنسان غابٍ آخر يسمى ماكس باءت بالفشل؛ وذلك لأنَّ ساندرا فضلت الجلوس في الخارج أسفل المطر والثلج.

## روابط خارجية
- حديقة حيوان بوينس آيرس